# United Buddy Bears

Под мотом „Морамо боље да упознамо једни друге да бисмо се боље разумели, више веровали једни другима и живели у миру“, United Buddy Bears  на својој светској турнеји промовишу живот у миру и хармонији. Око 140 бади медведа (сваки је висок 2m) представља 140 земаља признатих од стране Уједињених нација. Од прве изложбе у Берлину 2002. године, више од 40 милиона посетилаца из целог света је било у прилици да се диви United Buddy Bears-има.

## Порука
Buddy медведи стоје заједно, с руком у руци, у кругу мира, промовишући толеранцију и разумевање међу различитим народима, културама и религијама.

## Уметност и култура
Сваког Buddy медведа је дизајнирао уметник у име своје домовине. Различити стилови међународних уметника сједињују се у једно дело, ширећи полет за животом. Разнолик дизајн Buddy медведа, увек типичан за поједину земљу, омогућава посетиоцима да доживе путовање око света. 

## Помоћ за децу
Активности Buddy медведа и организације за помоћ деци у суштини су недељива јединица. До краја 2018. године више од 2,300.000 евра прикупљено је кроз донације и аукције за помоћ УНИЦЕФ-овим и локалним организацијама за помоћ деци.